# استاندارد زندگی در هند

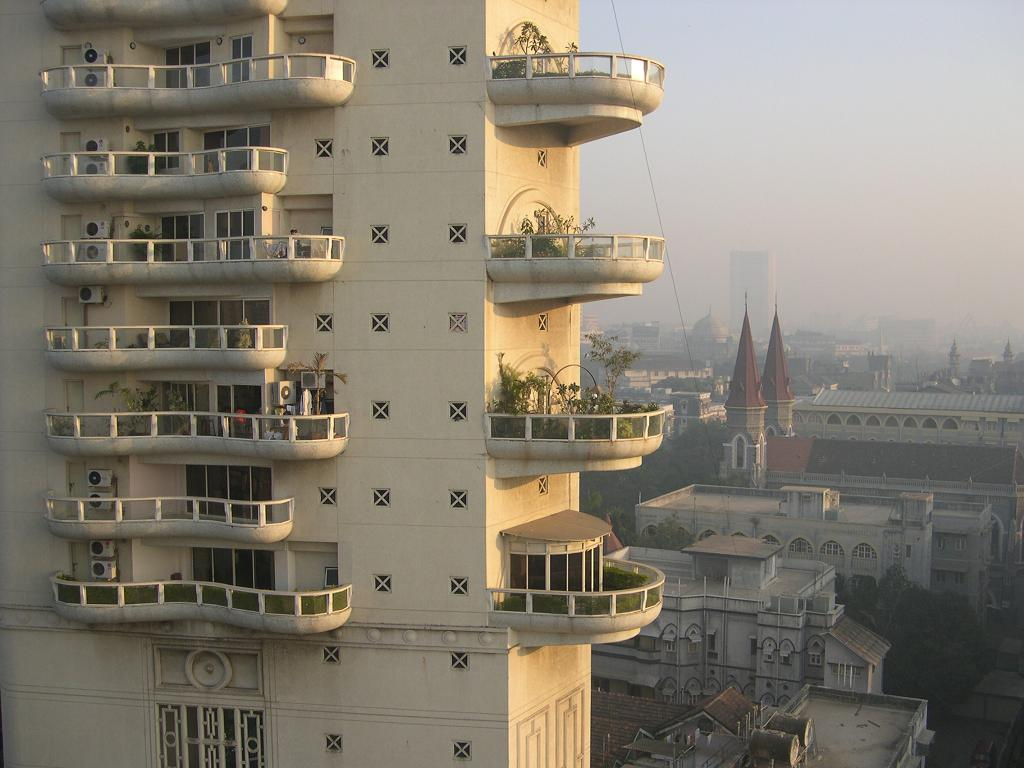
آپارتمان کولابا

استاندارد زندگی در هند در ایالت‌های مختلف متفاوت است. هند با یکی از سریع‌ترین رشدهای اقتصادی در جهان و با سرعت رشد ۷٫۶ درصد در سال ۲۰۱۵، در راه رسیدن به یک اقتصاد مصرف‌کننده مهم و بزرگ در جهان است. طبق تحقیقات دویچه بانک، بین ۳۰ تا ۳۰۰ میلیون افراد طبقه متوسط در هند وجود دارد. با ادامه روند فعلی، سهم هند از تولید ناخالص داخلی و ۷٫۳ درصد در سال ۲۰۱۶ به ۸٫۵ درصد در سال ۲۰۲۰ افزایش خواهد یافت. در سال ۲۰۱۱ کمتر از ۲۲ درصد هندی‌ها زیر خط جهانی فقر زندگی می‌کردند که تقریباً ۸ درصد نسبت به سال ۲۰۰۹ (۲۹٫۸ درصد) کاهش داشته‌است. در سال ۲۰۱۹، خط فقر ۲٫۷ درصد دیگر هم کاهش یافته‌است و هند دیگر کشوری با بیشترین جمعیت زیر خط فقر در دنیا محسوب نمی‌شود. طبقه متوسط هند ۳ درصد یا ۴۰ میلیون نفر از جمعیت هند را تشکیل می‌دهند. تخمین زده می‌شود که متوسط دستمزدهای واقعی بین سال‌های ۲۰۱۳ تا ۲۰۳۰ چهار برابر خواهد شد.
استاندارد زندگی در هند نابرابری زیادی را نشان می‌دهد. برای مثال در بسیاری از مناطق روستایی هند فقر زیادی وجود داشته و مردم به امکانات اولیه پزشکی دسترسی ندارند یا دسترسی آنها محدود است. در مقابل در بسیاری از شهرها مانند بمبئی، دهلی، چنای و حیدرآباد مراکز درمانی بسیار پیشرفته و در سطح جهانی، هتل‌های مجلل، امکانات ورزشی و زیرساخت‌های توسعه‌یافته مشابه کشورهای غربی دیده می‌شود.

## فقر
۷۵ درصد مردم فقیر در مناطق روستایی زندگی می‌کنند. ۴۲٫۱ درصد مردم در سال ۱۹۸۱ کمتر از ۱ دلار درآمد داشتند که این رقم در سال ۲۰۰۵ به ۲۴٫۳ درصد کاهش پیدا کرد. از طرف دیگر کمیسیون برنامه‌ریزی هند از معیارهای خاص خود برای تخمین میزان فقر استفاده می‌کند و تخمین زده‌است که درسال ۲۰۰۴–۲۰۰۵ ۲۷٫۵ درصد از مردم زیر خط فقر بوده‌اند که نسبت به ۵۱٫۳ درصد در سال ۱۹۷۷–۱۹۷۸ و ۳۶ درصد در سال ۱۹۹۳–۱۹۹۴ کاهش نشان می‌دهد.
از اوایل دهه ۱۹۵۰ میلادی، دولت‌های مختلف در تلاش برای کاهش فقر هستند و برنامه‌های مختلفی را اجرا کرده‌اند که با موفقیت‌های جزئی همراه بوده‌است. دولت‌ها با برنامه‌هایی مانند غذا برای کار و برنامه ملی اشتغال روستایی تلاش کرده‌اند از بیکاران برای توسعه و ساخت زیرساخت و تولید دارایی‌های مولد استفاده کنند. در سال ۲۰۰۵ مجلس هند لایحه تضمین اشتغال روستایی را به عنوان بزرگترین برنامه در این زمینه را تصویب کرد که در آن قول حداقل ۱۰۰ روز کار با حداقل حقوق برای هر خانوار روستایی در ۶۰۰ منطقه هند داده شده‌است. دولت هند به دنبال اصلاحات اقتصادی بیشتر بوده که به کشاورزها و کارگران غیرمتخصص برای ورود به بخش‌های صنعتی کمک می‌کند.